# Valderas
Valderas település Spanyolországban, León tartományban. Lakosainak száma 1489 fő (2024).

## Földrajza
Valderas Villaquejida, Campazas, Fuentes de Carbajal, Gordoncillo, La Unión de Campos, Valdunquillo, Castroverde de Campos, Villanueva del Campo, Roales de Campos és Matilla de Arzón községekkel határos.

## Népesség
A település lakosságának változását az alábbi diagram mutatja:
| Lakosok száma | 2109 | 2049 | 2045 | 2038 | 1943 | 1731 | 1719 | 1623 | 1566 | 1489 |
|               | 2001 | 2004 | 2007 | 2009 | 2012 | 2014 | 2017 | 2019 | 2022 | 2024 |